# Schwedenspeicher-Museum

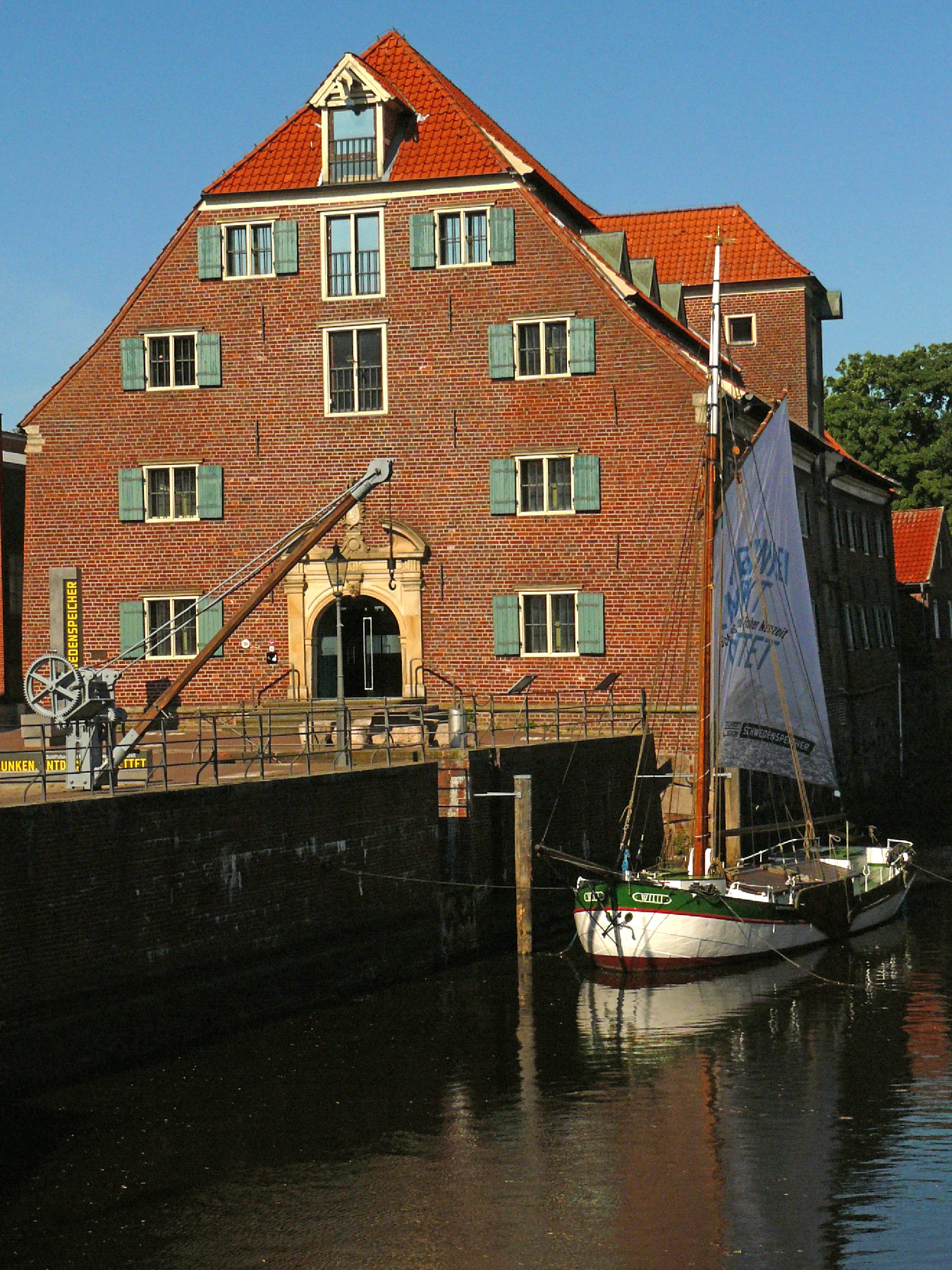
Eingang (Westseite) des Schwedenspeicher-Museums (2012)

Das Schwedenspeicher-Museum, seit 2011 in Museum Schwedenspeicher umbenannt, ist seit 1977 ein Regionalmuseum in der Hansestadt Stade in Niedersachsen. Die Inhalte befassen sich mit der Archäologie und Geschichte des Elbe-Weser-Raums im Allgemeinen und der Stadt Stade im Besonderen.
Das Museum befindet sich in einem barocken Backsteingebäude aus der zweiten Hälfte des 17. Jahrhunderts. Es wurde in der insgesamt 67 Jahre dauernden Zugehörigkeit der Stadt zu Schweden als Speicher am alten Hansehafen aus dem 11. Jahrhundert erbaut. Der Speicher diente der schwedischen Garnison als Provianthaus. Es ist ein wichtiges profanes Baudenkmal des Barock in Nordeuropa.

## Geschichte
Stade wurde Hauptsitz der schwedischen Verwaltung, als die Herzogtümer Bremen und Verden mit dem Ende des Dreißigjährigen Kriegs 1648 als Kriegsentschädigung an Schweden fielen. Schweden wollte Stade zur Festung ausbauen. Um die Truppen und Verwaltung zu versorgen, war ein Lagerhaus erforderlich. Um 1660 entstand ein solches Lagerhaus auf dem Gelände des St. Georgskloster, das jedoch wieder abgerissen wurde, weil es die Bedürfnisse der Verwaltung nicht erfüllte. 1690 kaufte sie aus dem Besitz der Nikolaikirche drei Grundstücke am alten Hansehafen. Dort hatten bis zum Großen Brand im Jahr 1659 niedrige Wohnhäuser gestanden.
Der Bau des Proviantspeichers wurde 1692 mit Gründungs- und Fundamentierungsarbeiten begonnen, die 1694 abgeschlossen waren. Anschließend lag der Bau still, vermutlich aus finanziellen Gründen, aber auch aus Mangel an Baumaterial und Arbeitskräften, die für andere Bauvorhaben in der Stadt benötigt wurden.
Zwar wurden 1699 und 1700 insgesamt 8.000 Reichstaler bereitgestellt, doch wurde der Bau erst 1703 unter dem Baumeister Luder Seebeck und dem schwedischen Proviantmeister Ketelson fortgesetzt. Die Ausführung leiteten der Ratszimmermeister Andreas Henne und der Staatsmaurermeister Anton Dreyer. Der Rohbau, für den Materialien aus Hamburg sowie Friesland und Lüneburg bezogen wurden, war 1704 abgeschlossen. Beim Mauerwerk wurden 176.326 Steine aus dem nach 1682 abgebrochenen Schloss in Bremervörde verbaut. Ende November 1705 war auch das Erdgeschoss mit Schreibstube eingerichtet. Die Schlussrechnung aus dem Jahr der Fertigstellung belief sich auf Gesamtbaukosten von 16.354 Reichstalern.
Die schwedische Militärverwaltung nutzte das Gebäude nur sieben Jahre als Speicher für Getreide. 1712 endete die schwedische Herrschaft. Stadt samt Gebäuden aus der Bauzeit der Schweden gingen an das Königreich Dänemark. Als Stade 1715 Teil des Kurfürstentums Hannover wurde, nutzte das hannoversche Militär den Speicher für seine Zwecke.
1909 ging der Speicher in den Besitz der Stadt Stade über. Sie verpachtete ihn an Frachtschiffer. Mit dem Niedergang der Frachtschifffahrt in den 1960er Jahren verlor er seine Funktion und drohte zu verfallen.
In den 1970er Jahren wuchs der Wunsch, das Gebäude als Museum zu nutzen. Es wurde ab 1975 umfassend restauriert. 1976 schlossen sich der Landkreis Stade, die Stadt Stade und der Geschichts- und Heimatverein zu einem Trägerverein für das Museum zusammen. Am 15. März 1977 wurde Gerd Mettjes als Leiter des Museums berufen.
Als Museum wurde das Gebäude am 30. November 1977 mit einer Sonderausstellung über die Wikinger eröffnet. Die Konzeption der Ausstellungen wurde mehrfach überarbeitet, zuletzt wurde die sie 2012 im Rahmen eines Innenausbaus grundlegend überarbeitet.

## Speicher

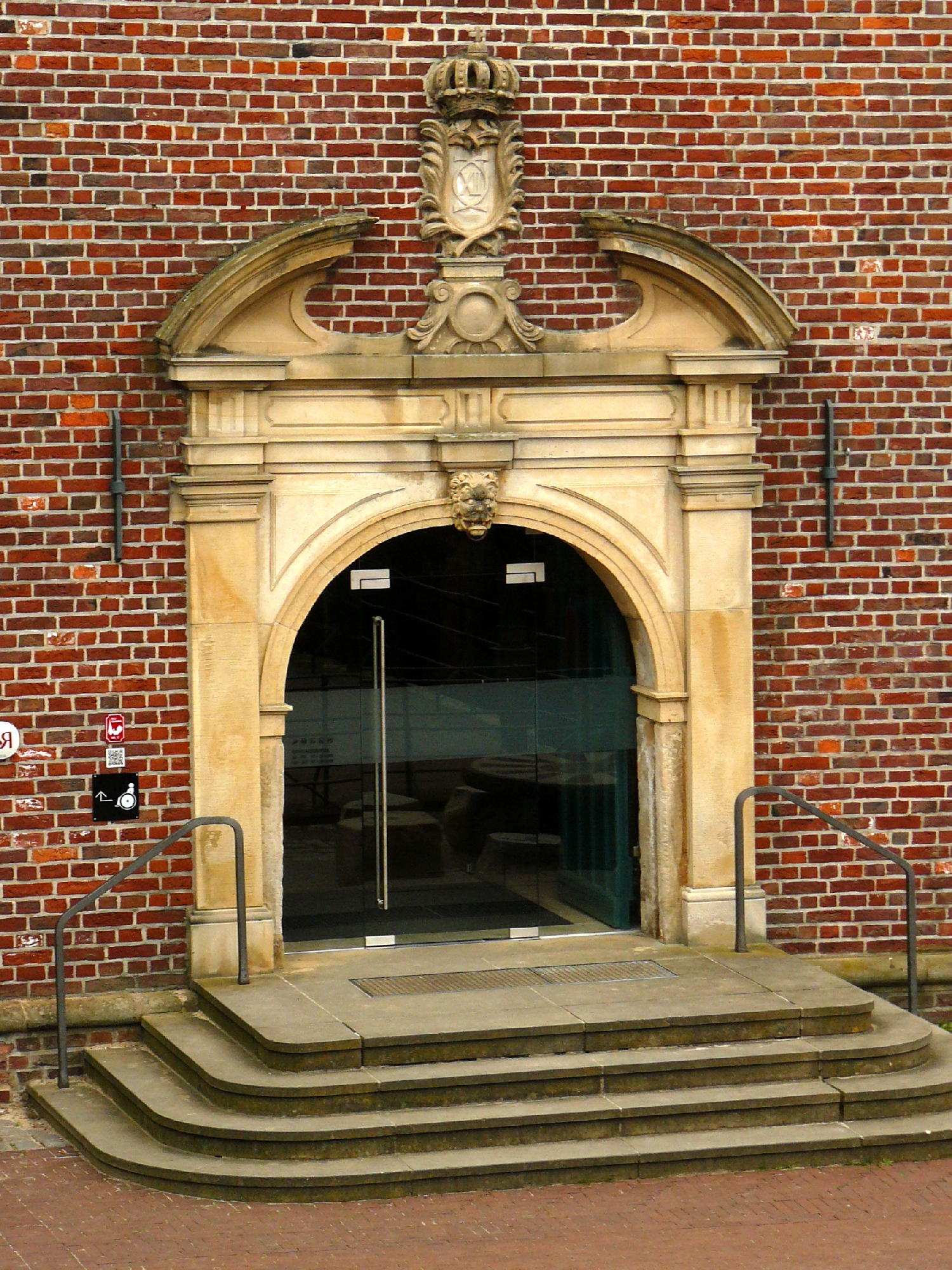
Sandsteingefasstes Hauptportal in der Westseite des Schwedenspeichers (2012)

Der Speicher ist ein zweigeschossiger Backsteinbau von 41,23 Meter Länge und 16,17 Meter Breite. Das hohe Krüppelwalmdach, das mit Ziegeln gedeckt ist, weist ebenfalls zwei Geschosse sowie den Dachboden auf.
An der westlichen Schauseite des Gebäudes, der Schmalseite zum Fischmarkt, liegt das Hauptportal aus Sandstein mit Segmentbogen. Darüber befindet sich ein Relief mit Kartusche, das mit C XII, dem Monogramm des schwedischen Königs Karl XII., versehen ist. Über der Kartusche ist eine Königskrone dargestellt. Ein weiteres Sandsteinportal liegt an der Nordseite, es wird aber seit den Umbauarbeiten im Jahr 2012 teilweise durch einen Außenaufzug verdeckt. In der Mitte von Nord- und Ostseite des Daches liegen große Aufzugserker.
Das Innere des Speichers ist einschließlich des ersten Dachgeschosses dreischiffig, gebildet durch zwei Ständerreihen, die die Last der Deckenbalken aufnehmen.

## Museum
Das Erdgeschoss des Museums wird für Veranstaltungen und Sonderausstellungen genutzt. Weiterhin zeigt es eine komprimierte Darstellung der Stadtgeschichte mit Exponaten aus dem Stader Hansehafen. Sie konservieren 1000 Jahre Stadtgeschichte und gehören zu den wichtigen Hafenfundkomplexen in Europa. Im ersten Geschoss befindet sich eine große Ausstellung zur Hansezeit. Hier wird u. a. der Nachbau der Adler von Lübeck im Maßstab von 1:50 gezeigt. Der heutige Stand der Hanseforschung wird am Beispiel der Hansestadt Stade präsentiert.
Im zweiten Geschoss befindet sich eine archäologische Dauerausstellung mit der Kleidung der eisenzeitlichen Moorleiche Mann von Obenaltendorf und den vier Stader Bronzerädern aus der Zeit um 1000 v. Chr. Bedeutsam sind ferner der jungsteinzeitliche Goldarmring von Himmelpforten, der Flintdolch von Wiepenkathen sowie die kaiserzeitlichen Inventare des Fürstengrabes von Apensen und des Kriegergrabes von Harsefeld. Ein besonders Exponat ist die 2017 bei Fredenbeck gefundene, neun Gramm schwere Goldmünze von Fredenbeck mit dem Konterfei von Kaiser Konstantin I, das in den Jahren 342/343 in Sisak im heutigen Kroatien geprägt wurde. Es ist ein weltweites Unikat.
Im dritten Stockwerk befinden sich die Museumsverwaltung und ein Veranstaltungsraum, im Stock darüber liegt die Bibliothek des Museums.

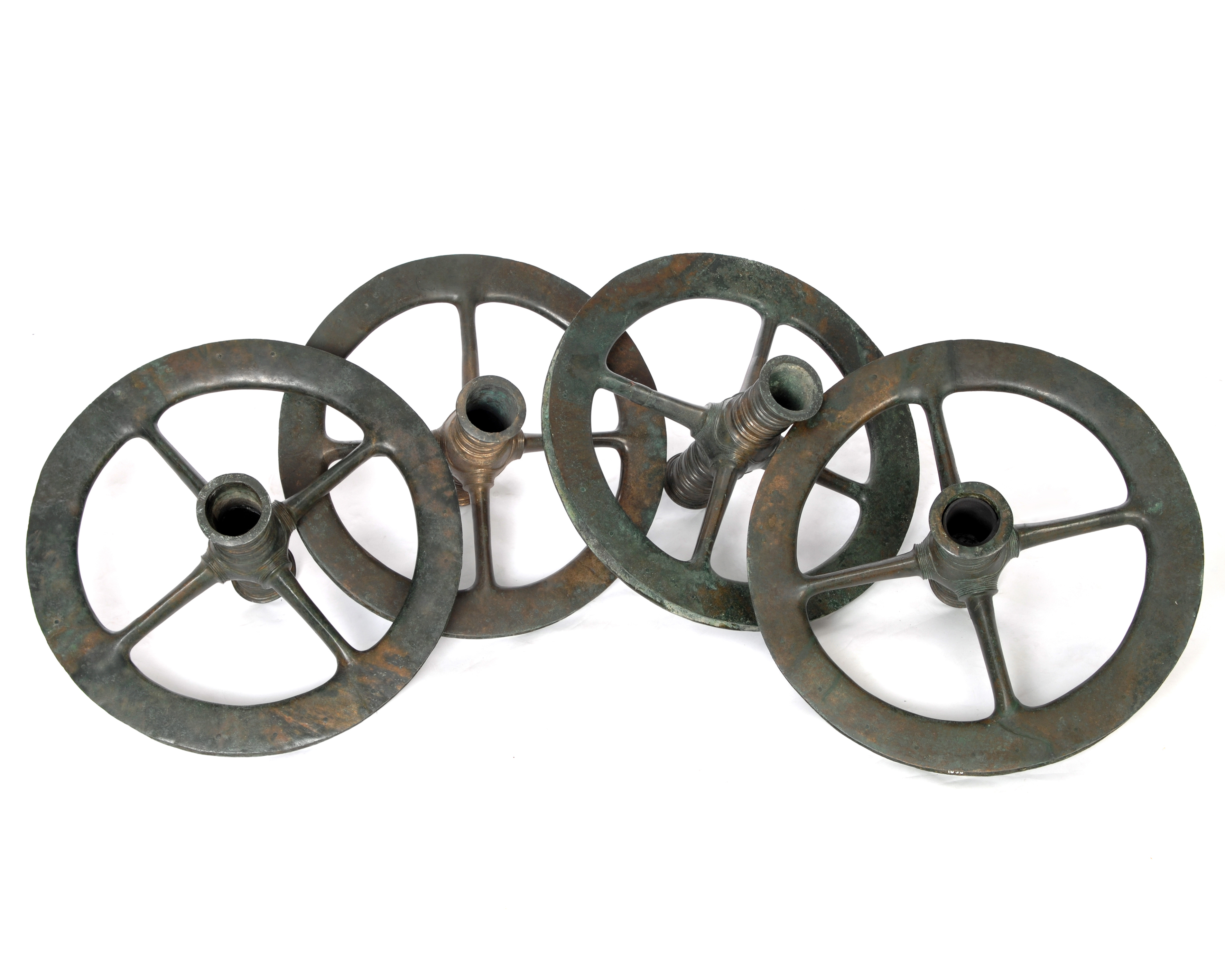
Stader Bronzeräder, um 1000 v. Chr.
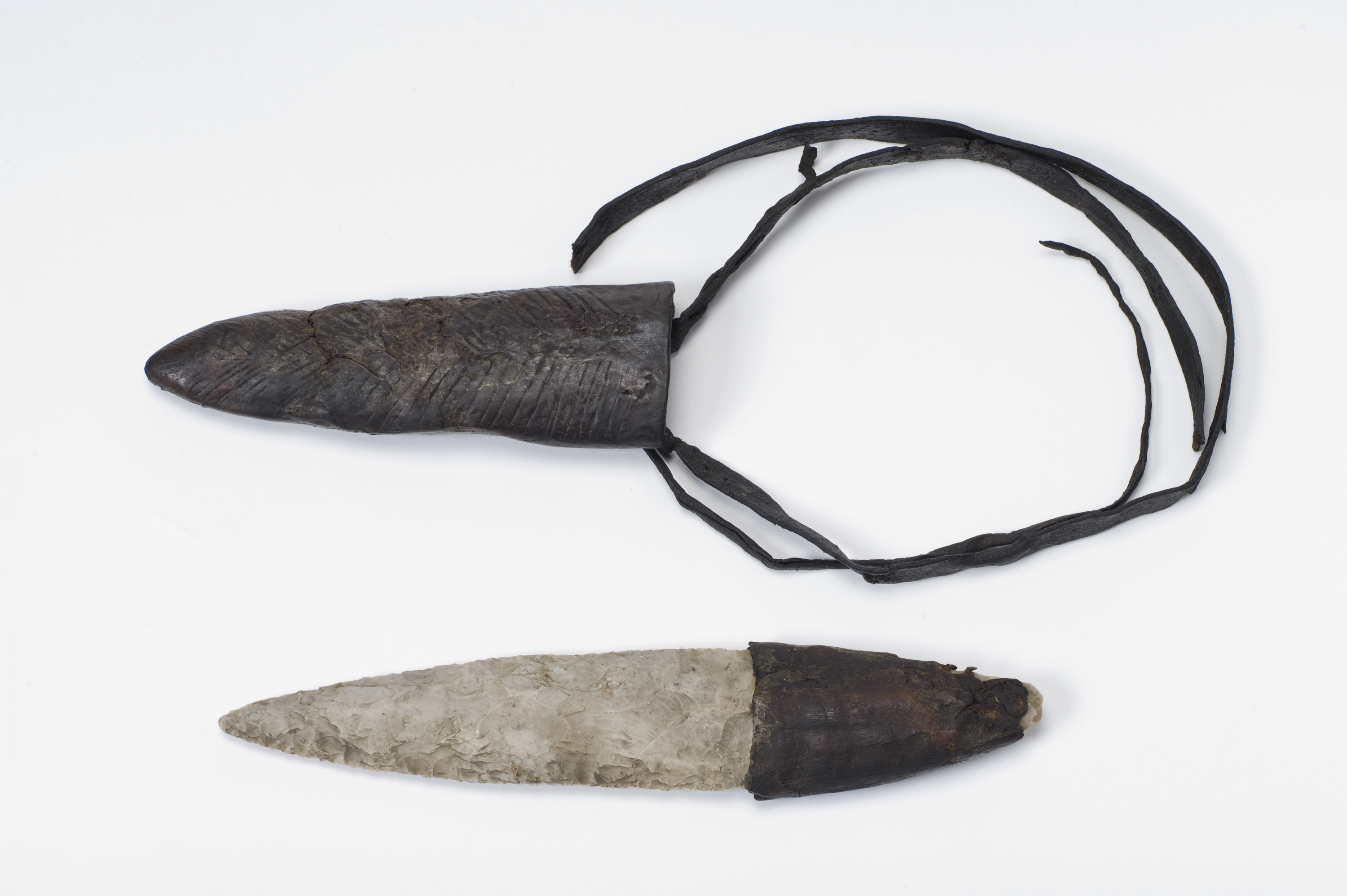
Flintdolch, Fundort Wiepenkathen, Endneolithikum
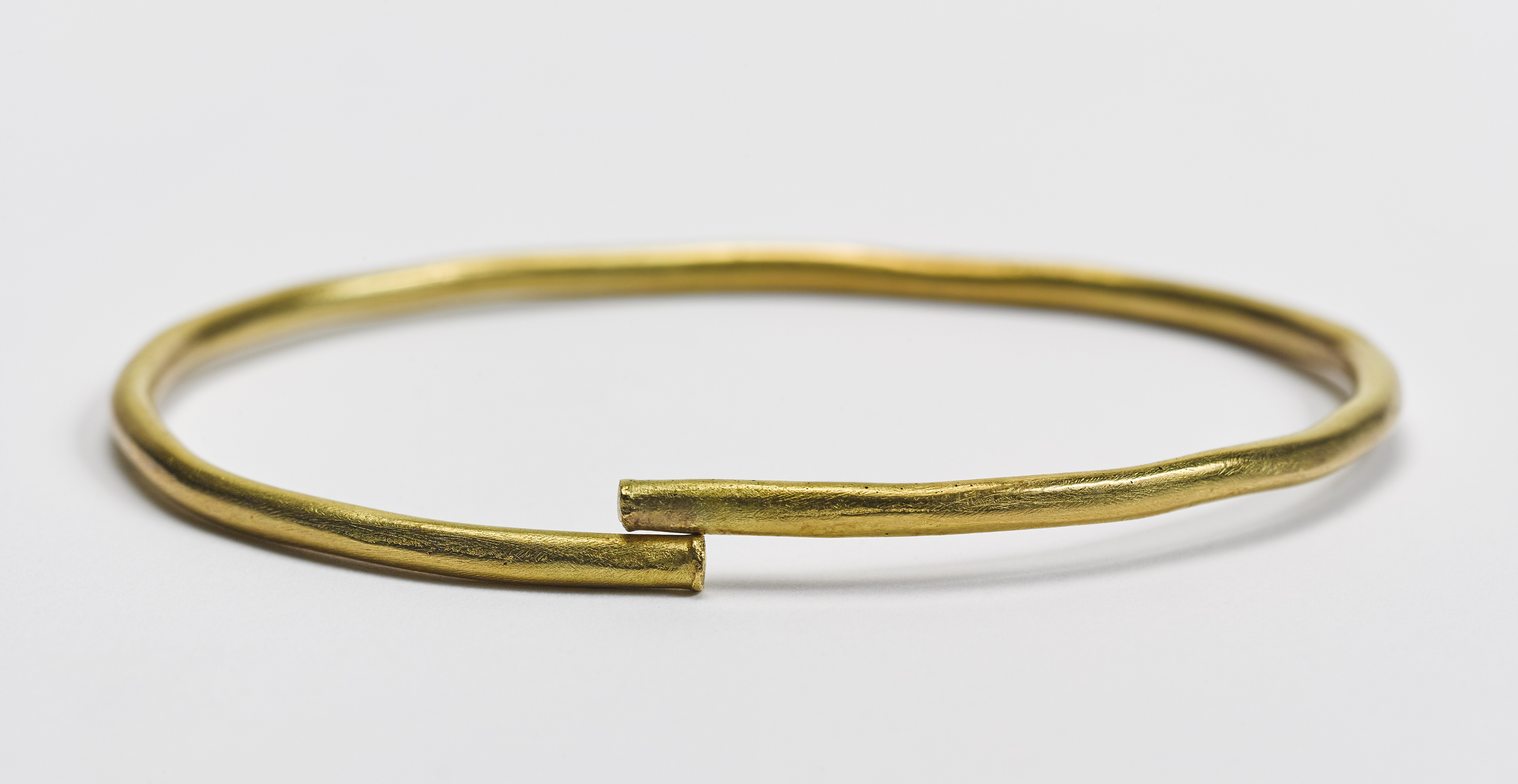
Goldarming, Fundort Himmelpforten, Trichterbecherkultur

## Auszeichnungen
2012 erhielt der neue Ausstellungsführer einen red dot beim red dot design award in der Kategorie communication design.
2013 erhielt das Museum den mit 30.000 Euro dotierten Museumspreis der Niedersächsischen Sparkassenstiftung.
2015 und 2022 wurde das Museum mit dem Museumsgütesiegel des Museumsverbands Niedersachsen und Bremen e. V. ausgezeichnet.